# گلن وستون
گلن وستون (انگلیسی: Galen Weston؛ (زادهٔ ۲۹ اکتبر ۱۹۴۰ – درگذشتهٔ ۱۲ آوریل ۲۰۲۱) کارآفرین، سرمایه‌دار، بازرگان و مدیر ارشد اجرایی کانادایی بود، که به‌عنوان رئیس هیئت مدیره شرکت جرج وستون فعالیت می‌کرد. وی همچنین مالک شرکت‌های لابلو کمپانیز، سلفریجز و اسوسیتد بریتیش فودز نیز بود.